# 198 г. пр.н.е.
198 (сто деветдесет и осма) година преди новата ера (пр.н.е.) е година от доюлианския (Помпилийски) римски календар.

## Събития

### В Римската република
- Консули са Секст Елий Пет Кат и Тит Квинкций Фламинин.
- 12 000 латини и италийци са принудени да напуснат Рим и да се завърнат по родните си места.[1]
- Командването на войната срещу Филип V Македонски е поверено на консула Фламинин.[1]

### В Гърция
- Фламинин пристига с армията си в Гърция и започва неуспешни преговори с Филип.[2]
- Етолийците се присъединяват към Фламинин и заедно опустушават Тесалия.[2]
- Ахейският съюз се присъединява като съюзник на Рим във войната с македонския цар.[1]
- Неуспешна обсада на Коринт от римляните и съюзниците им. Аргос дезертира към Филип.[2]
- Филип изпраща пратеници до спартанския цар Набис, които като цена на помощта му предлагат да получи Аргос. Царят се съгласява и е допуснат в града, но в последващи преговори за примирие преминава на страната на Фламинин.[2]

### В Азия
- Антиох III побеждава стратега Скопас Етолийски в битка при Паниум и отнема от птолемеиски контрол Палестина и териториите им в Югозиточна Мала Азия без Кипър.[3][notes 1]

## Починали
Бележки:
1. ↑  Точната година на битката е спорна и обикновено се поставя в периода 201 – 198 г. пр.н.е.